# عمو نوروز (فیلم)
عمو نوروز فیلمی به کارگردانی سیامک یاسمی و نویسندگی سیامک یاسمی و ابراهیم زمانی آشتیانی محصول سال ۱۳۴۰ است.

## خلاصه داستان
«پریچهر» خوانندهٔ معروف، در جستجوی همسر مناسبی است که تصادفاً با «پرویز» پسر خانوادهٔ «بزرگ القاب» آشنا شده و تصمیم به ازدواج می‌گیرد…

## بازیگران
- پوران
- ناصر ملک مطیعی
- حمید قنبری
- تقی ظهوری
- تاج‌الملوک احمدی
- عبدالله محمدی
- پرخیده
- سیامک یاسمی